# خدمتکار (فیلم ۱۹۶۰)
خدمتکار (انگلیسی: The Housemaid) فیلمی در ژانر وحشت روان‌شناختی است که در سال ۱۹۶۰ منتشر شد. از بازیگران آن می‌توان به آن سونگ کی اشاره کرد.